# Helcogramma gymnauchen
Helcogramma gymnauchen es una especie de pez de la familia Tripterygiidae en el orden de los Perciformes.

## Morfología
• Los machos pueden llegar alcanzar los 4 cm de longitud total.

## Alimentación
Come  algas e invertebrados pequeños.

## Hábitat
Es un pez de mar  y de clima tropical y asociado a los  arrecifes de coral que vive entre 1-8 m de profundidad.

## Distribución geográfica
Se encuentran en Indonesia Papúa Nueva Guinea y el norte de Australia.